# Accidente del helicóptero Argos-III
El 15 de diciembre de 1989, el helicóptero del Servicio de Vigilancia Aduanera "Argos-III" sufrió un accidente en el Mar de Alborán, frente a la costa de Almería (España). Sus dos ocupantes, Alfonso Blanch y Asdrúbal Ferreiro Niño, fallecieron en el suceso.

## Accidente
El helicóptero despegó del Aeropuerto de Almería la tarde del viernes 15 de diciembre de 1989. Tenía previsto realizar labores de vigilancia en el Mar de Alborán, entre Málaga y Almería, para el Servicio de Vigilancia Aduanera. Estaba tripulado por Alfonso Blanch, piloto; y Asdrúbal Ferreiro Niño, copiloto. La aeronave, un helicóptero modelo MBB BO-105CB-4, con matrícula EC-DZG y con indicativo de llamada "Argos-III".
Transcurridas 4 horas tras el despegue, el máximo tiempo de autonomía del aparato, el mecánico de vuelo, que se encontraba en tierra, notificó su desaparición tras no poder contactar con el helicóptero. Se activó el plan de emergencias y se puso en marcha un operativo de búsqueda para su localización, centrado frente a las costas de Almerimar.
A la mañana siguiente, un pesquero almeriense localizó y recobró el cuerpo de Asdrúbal Ferreiro Niño, de 30 años de edad, copiloto. El helicóptero y el cuerpo de Alfonso Blanch nunca fueron encontrados. Al parecer, el helicóptero se había precipitado bruscamente al mar unos 20 minutos tras el despegue, sin dar tiempo a los tripulantes a lanzar un mensaje de socorro ni a abandonar la nave.
En Punta Sabinar, un monolito conmemora a las víctimas del accidente.